# Torronsuo Nationalpark
Torronsuo Nationalpark (finsk: Torronsuon kansallispuisto) er en nationalpark i regionen Egentliga Tavastland i Finland . Allerede inden den blev nationalpark i 1990, var det næsten naturlige sumpområde et beskyttet område. Den har et areal på 25,5 km².
Parkområdet er en typisk ombrotrof (en) højmose - et tykt tørvelag med midterste del hævet over kanterne. Tørvelaget er et af de tykkeste målt blandt finske moser, der lokalt er op til 12 meter.
Torronsuo har et værdifuldt fugleliv og mange sommerfuglearter. Omkring hundrede arter yngler i området. En del af fuglene og insekterne er arter, der typisk lever i de nordlige områder, og de ses sjældent i det sydlige Finland.